# Schiffsbohrmuscheln
Die Schiffsbohrmuscheln (Teredinidae), auch Holzbohrmuscheln, Schiffsbohrwürmer oder Pfahlmuscheln genannt, sind eine Familie der Muscheln und gehören zur Ordnung der Myida. Die meisten Arten der Familie bohren im Holz und ernähren sich von abgeraspelten Holzspänen, aber auch in unterschiedlichem Maße von aus dem Wasser filtriertem Plankton. Wenigstens eine Art ernährt sich in erster Linie von chemoautotrophen (thiotrophen) Bakterien. Neun Arten wurden bisher in Europa bzw. europäischen Gewässern nachgewiesen. Kuphus polythalamia aus Südostasien ist die längste rezente Muschel. Der wurmförmige Weichkörper wird bis zu 1,90 m lang; allerdings bei einem Durchmesser von nur etwa 6 cm.

## Merkmale
Die gleichklappigen, meist im Großen und Ganzen halbkugeligen, weit klaffenden Gehäuse sind stark reduziert und bedecken bzw. umschließen nur noch die vorderen Enden der wurmähnlichen Weichkörper. Sie legen meist Bohrungen in Holz an, die als Wohnröhre fungieren und zeitlebens nicht mehr verlassen werden. Die Bohrungen sind mit Calciumcarbonat ausgekleidet. Die Stärke dieser Auskleidung variiert in der Dicke und nach Holzart, auch können die Bauten unterteilt sein und am unteren Ende Septen (Trennwände) aufweisen. Die beiden Klappen dienen nun nicht mehr dem Schutz des Weichkörpers, sondern sind zum Bohrorgan modifiziert. Akzessorische Schalenplatten, wie sie bei den Bohrmuscheln (Pholadidae) vorhanden sind, fehlen allerdings.
Die Gehäuse werden nur einige Millimeter bis 5 Zentimeter lang. Sie sind im Umriss durch drei radiale Furchen dreigegliedert, in einen kleinen, meist dreieckigen vorderen Teil, einen großen, hoch-schiefeiförmigen und geblähten mittleren Teil und einen wieder etwas kleineren, halbrunden hinteren Teil (Auriculum). Der dreieckige vordere Teil setzt oben am mittleren Teil an, abgesetzt durch einen Knick. Der vordere Teil ist mit quer zur Längsachse, und randparallel verlaufenden, auch etwas geschwungenen Rippen versehen, die mit stachel- oder dornartigen Fortsätzen besetzt sind. Sie dienen zum Abraspeln von Holzspänen am Ende des Bohrlochs. In dorsalen Bereich des vorderen Gehäuseteils sitzt der Wirbel. Der mittlere Teil ist meist nur schwach mit randparallelen Anwachsstreifen ornamentiert, ebenso der hintere Gehäuseteil. Von den Wirbeln verläuft oft eine schmale Längsgrube oder auch einige radiale Elemente fast senkrecht zur Gehäuselängsachse über den mittleren Gehäuseteil zum Ventralrand. Das Ligament liegt intern in einem kleinen Resilifer. Schlosszähne fehlen. Es sind drei Schließmuskeln vorhanden, ein kleiner vorderer, ein großer hinterer und ein kleiner ventraler Schließmuskel. Der Fuß ist kurz und hat keine Byssusdrüse mehr.
Der hintere Teil des Körpers geht in zwei lange, einziehbare Siphonen über, die mit Ausnahmen meist nicht verwachsen sind. Die Siphonen sind im distalen Teil jeweils außen von einer zusätzlichen Kalkplatte, die Palette genannt wird, halb umgeben. Die Paletten bestehen aus einem Stiel und einem halbröhrenförmigen oder halbkonusförmigen Blatt, wobei der Stiel nach unten zeigt. Die Paletten sind spezifischer als die beiden Klappen; isolierte Klappen sind daher meist nicht sicher einer Art zuzuordnen, und so basieren die meisten Arten auf den unterschiedlichen Paletten, gelegentlich auch auf der Kombination von Paletten und Klappen. Die Paletten sind paddelförmig, gabelförmig oder auch fackelförmig. Die Stiele sind kurz und eher dick, oder auch sehr lang und dünn. Bei manchen Arten sind mehrere ineinander steckende Paletten vorhanden. Werden die Siphonen zurückgezogen, fügen sich die beiden halbröhrenförmigen Blätter zu einem Konus zusammen und die Öffnung der Wohnröhre ist verschlossen.
Die Schale ist meist dünn und besteht ebenso wie die Paletten aus Aragonit. Die Schale besteht aus einer äußeren Lage aus Kreuzlamellen und einer inneren Lage aus komplexen Kreuzlamellen. Die Paletten bestehen zwar überwiegend aus Kalziumkarbonat, der vordere Rand und evtl. auch nach vorne gerichtete Fortsätze bestehen dagegen aus dem organischen Periostracum. Es wird leicht abgerieben, oder nach dem Tod des Tieres zersetzt. Die Paletten können dadurch am Vorderende auch ohne Bruch eine andere Umrissform bekommen.

## Geographische Verbreitung, Lebensraum und Lebensweise
Die Familie ist weltweit verbreitet. Die Schiffsbohrmuscheln bohren überwiegend in Holz und verdauen die Holzpartikel wahrscheinlich mit Hilfe von Cellulase-produzierenden Bakterien. Sie sind jedoch auch Suspensionsfiltrierer. Einige Arten haben sehr kleine Kiemen, die darauf schließen lassen, dass hier Holz den größten Teil der Nahrung ausmacht. Zumindest eine Art ernährt sich von chemoautotrophen (thiotrophen) Bakterien, die in oder auf den Kiemen leben.
Anfang 2016 wurden Schiffsbohrmuscheln auch auf Spitzbergen entdeckt, in −1,8 °C kaltem Wasser. Bisher ist noch nicht geklärt, ob es sich um eine bereits bekannte Art handelt, die sich an das kalte Wasser angepasst hat, oder um eine neue Art.

## Entwicklung
Innerhalb der Schiffsbohrmuscheln kann ein breites Spektrum an Fortpflanzungsstrategien beobachtet werden, die sich nicht nur auf die klassischen Strategien – wenige, große Eier oder sehr viele Eier – beschränkt. Einige Arten produzieren Millionen von Eiern, die im freien Wasser befruchtet werden. Die Larven haben eine lange Phase als planktonische Veliger-Larven, in der sie weit verfrachtet werden können. Andere Arten brüten ihre Eier in der Mantelhöhle aus und entlassen die Jungen bereits als Veliger-Larven oder sogar als Pediveliger, die bereits nach wenigen Stunden zum Bodenleben übergehen bzw. sich an Holz anheften.
Die Pediveliger-Larve, die ein geeignetes Substrat gefunden hat, errichtet zunächst einen Wall aus Kalziumkarbonat um sich, während sie versucht, erste Holzraspel aus der Unterlage zu lösen. Einige Arten laichen nur einmal im Jahr ab, andere Arten sogar mehrmals.

## Taxonomie
Die Familie enthält derzeit knapp 80 rezente Arten in drei Unterfamilien und 14 Gattungen. Eine ganze Reihe von Arten wird zudem als nomina dubia angesehen. Die Zahl der fossilen Arten ist (noch) nicht erfasst.
- Bohrmuscheln (Teredinidae Rafinesque-Schmaltz, 1815)
  - Unterfamilie Bankiinae Turner, 1966
    - Gattung Bankia Gray, 1840
      - Bankia bipennata (Turton, 1819)

    - Gattung Nausitora Wright, 1864
    - Gattung Nototeredo Bartsch, 1923
      - Nordischer Schiffsbohrwurm (Nototeredo norvagica Spengler, 1792)

    - Gattung Spathoteredo Moll 1928

  - Unterfamilie Kuphinae Tryon, 1862 (nur eine Gattung)
    - Gattung Kuphus Guettard, 1770 (nur eine rezente Art, mehrere fossile Arten)
      - Kuphus polythalamia (Linnaeus, 1758)

  - Unterfamilie Teredininae Rafinesque, 1815
    - Gattung Bactronophorus Tapparone-Canefri, 1877
    - Gattung Dicyathifer Iredale, 1932
    - Gattung Lyrodus Binney, 1870
    - Gattung Neoteredo Bartsch, 1920
    - Gattung Psiloteredo Bartsch, 1922
      - Psiloteredo megotara (Hanley in Forbes & Hanley, 1848)

    - Gattung Teredo Linnaeus, 1758
      - Schiffsbohrwurm (Teredo navalis)

    - Gattung Teredothyra Bartsch, 1921
    - Gattung Teredora Bartsch, 1921
      - Teredora malleolus (Turton, 1822)

    - Gattung Uperotus Guettard, 1770
    - Gattung Zachsia Bualtoff & Rjabtschikoff, 1933

## Fossile Belege
Die ältesten sicheren Vertreter der Familie kennt man aus dem Paläozän (dagegen Kondo & Sano, 2009: Aptium (Unterkreide).)
Spuren bohrender Muscheln in Holz sind fossil nicht einmal selten überliefert. Derartige Spurenfossilien werden unter der Teredolites zusammengefasst. Neben Holz sind vereinzelt Bernsteinstücke auf unterkreidezeitlicher Lagerstätte gefunden worden, die von einer Bohrmuschel angebohrt worden sind. In jüngster Zeit wurden auch auf Kuba fossile Belege diese Ichnogattung aus dem Oberjura (Oxfordium) gefunden. Früheste Nachweise von Teredolites stammen aus dem Unterjura. Villegas, de Gibert, Rojas-Consuegra und Belaústegui stellen die Ichnogattung Teredolites jedoch zur Familie der Bohrmuscheln (Pholadidae).

## Lebensmittel

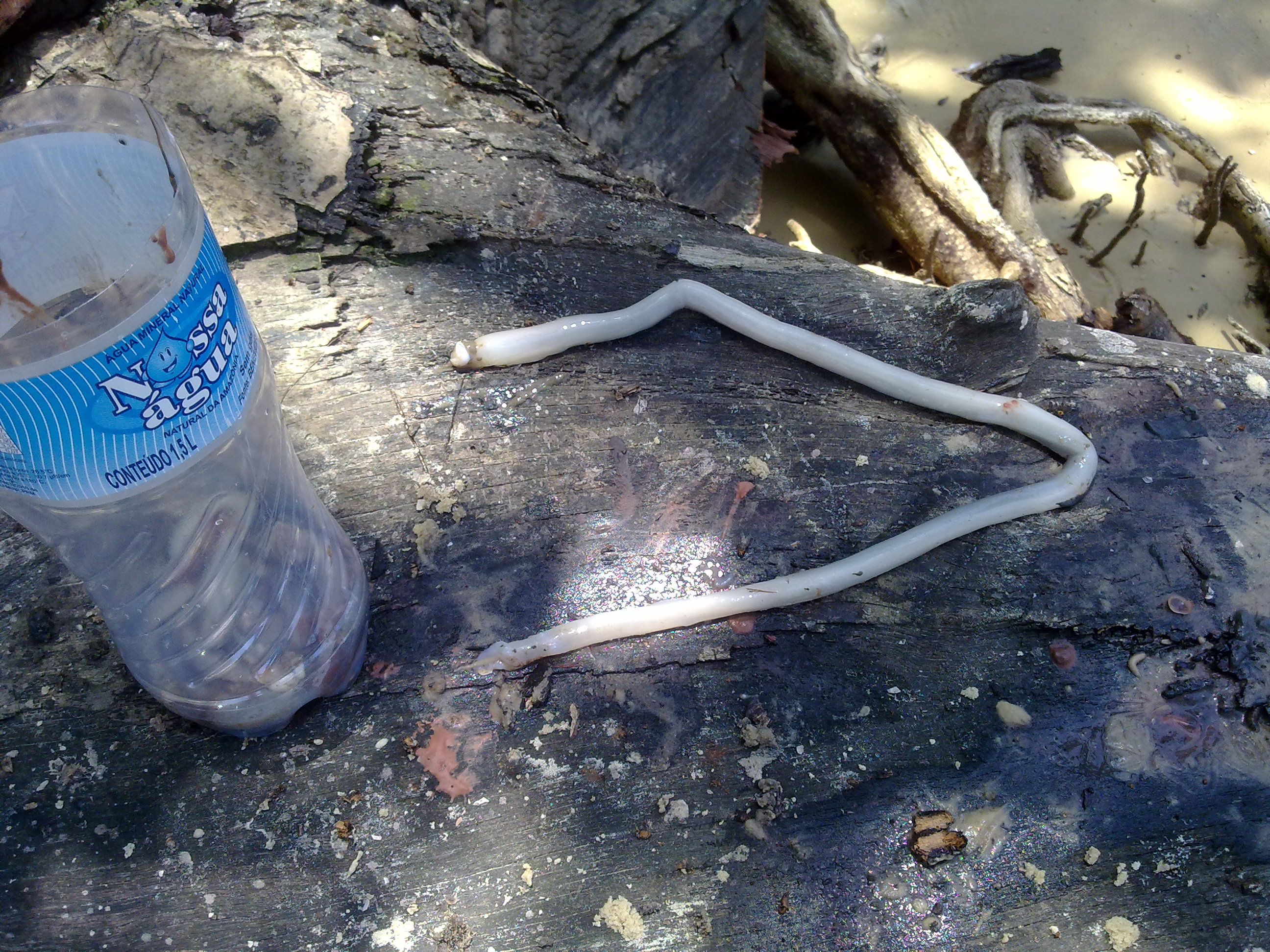
Eine Schiffsbohrmuschel („Turu“), herausgelöst aus Mangrovenholz, in der Nähe von Joanes, auf der Flussinsel Marajó, Brasilien. Die Schiffsbohrmuschel auf dem Foto ist ca. 50 cm lang.

In Nordostbrasilien werden verschiedene Arten von Schiffsbohrmuscheln gesammelt und gegessen. Sie werden Turu oder Cupim-do-Mar genannt. Sie kommen vor allem in den Mangrovenwäldern vor und werden von Männern („tiradores de turu“) aus den ärmeren Bevölkerungsschichten bei Ebbe gesammelt. Meist handelt es sich um die Art Neoteredo reynei.